# 霞ヶ関レポート
『霞ヶ関レポート』（かすみがせきレポート）は、テレビ神奈川(TVK)が制作し、同局を始めとした独立UHF放送局フルネットで放映された総理府提供の広報番組である。当初平日13:55-14:00の帯番組で、後に週1回の15分番組となった。後者ではTVKでは水曜22:30-45の番組だった。
番組では五木田武信がスタジオ司会を務め、最近の日本国内での世相問題、あるいは日本が国を挙げて取り組むプロジェクトなどについて、専門家や関係省庁の役人らをゲストに招き、女性レポーターによるレポートを交えて解説していた。たいてい冒頭に女性レポーターが街頭中継で問題提起し、それを受けてスタジオに切り替わりサブタイトルが表示され、五木田の司会で官僚に話を聞くスタイルであったが、末期にはオープニングの後いきなりスタジオパートとなることもあった。